# Mars 1781
Cette page présente les faits marquants du mois de mars 1781.

## Événements

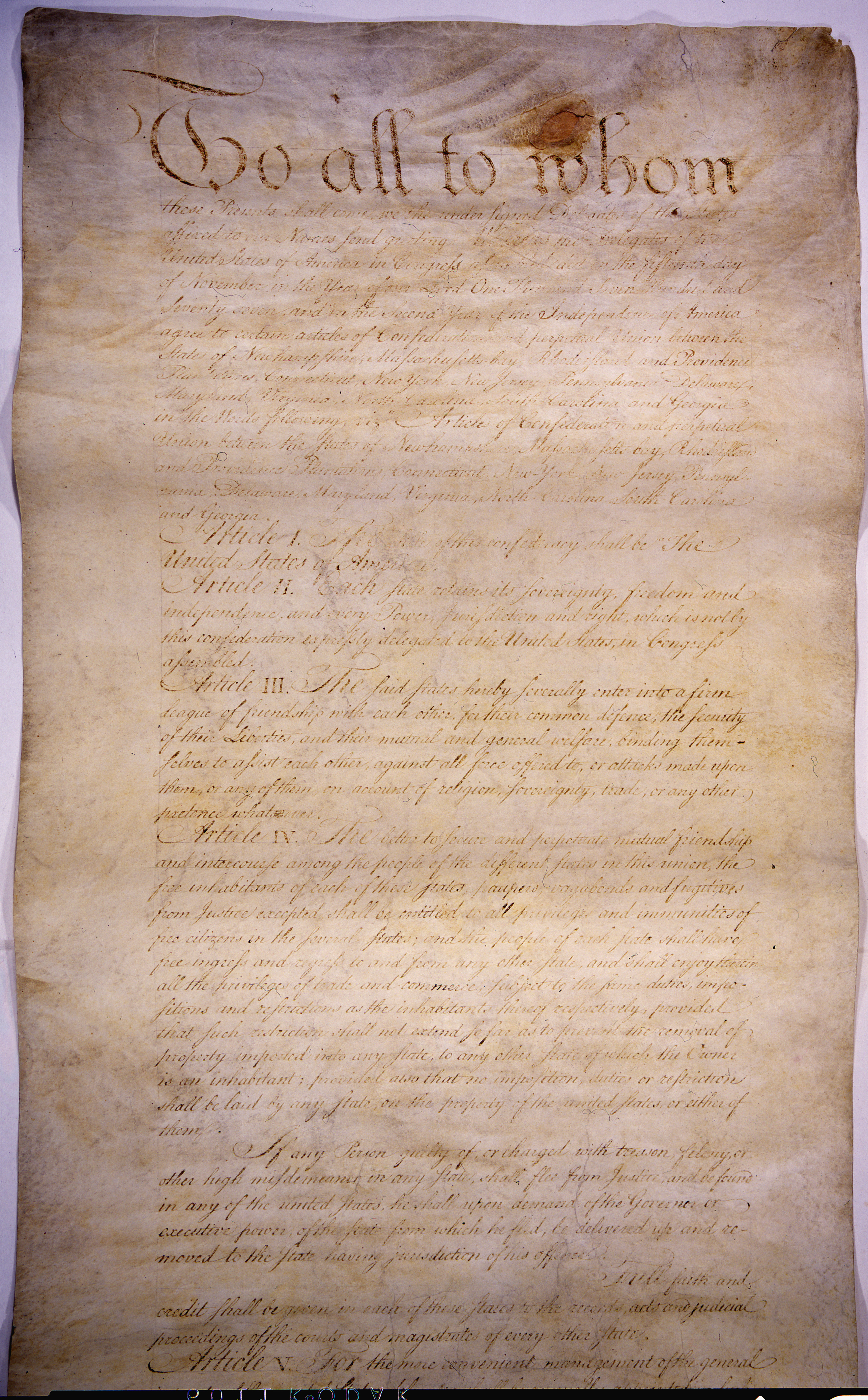
Articles de la Confédération

- 1er mars, États-Unis : le Congrès continental américain adopte les Articles de la Confédération. Il devient le Congrès de la Confédération (fin en 1789)[1].

- 15 mars : défaite des troupes américaines, commandées par Nathanael Greene, face aux troupes britanniques lors de la bataille de Guilford Court House[2].

- 16 mars :
  - Bataille du cap Henry, indécise entre la France et la Grande-Bretagne[2].
  - Révolte des Comuneros contre les autorités espagnoles à Socorro en Nouvelle-Grenade, écrasée le 13 octobre[3].

## Naissances
- 4 mars : George Ord (mort en 1866), ornithologue américain[4].
- 20 mars: Joseph Paelinck, peintre belge († 9 juin 1839).

## Décès
- 16 mars : Gaspard, duc de Clermont-Tonnerre, Maréchal de France (° 16 août 1688).
- 18 mars : Anne Robert Jacques Turgot, Baron de Laune, homme d'État et économiste français.